# ساياكا أراكي
ساياكا أراكي (باليابانية: 荒木さやか؛ بالكانا: あらき さやか) هي دي جيه وعارضة يابانية، ولدت في 22 ديسمبر 1984 في كيوتو في اليابان.